# Jaleel Johnson
Jaleel Johnson (Brooklyn, 12 luglio 1994) è un giocatore di football americano statunitense che milita nel ruolo di defensive tackle per i Minnesota Vikings della National Football League (NFL). Scelto nel corso del quarto giro (109º assoluto) del Draft NFL 2017 dai Vikings, in precedenza aveva giocato a football per gli Hawkeyes dell'Università dell'Iowa.

## Biografia

### Minnesota Vikings
Dopo aver frequentato per 5 anni l'università dell'Iowa, Johnson venne selezionato il 29 aprile 2017 dai Minnesota Vikings come 109º assoluto, nell'ambito del quarto giro del Draft NFL 2017, e firmò il suo primo contratto da professionista, un quadriennale da 3,07 milioni di dollari, il 26 maggio 2017.